# Rederij L. Parlevliet Nz.
De Rederij L. Parlevliet Nz. was bij de aanvang van de Tweede Wereldoorlog een maritieme onderneming die de zeevisserij uitoefende. Ze werd als zodanig op 1 januari 1941 hernieuwd ingeschreven. Het betrof een eenmansbedrijf met als reder/eigenaar L. Parlevliet Nz. Diens te IJmuiden gevestigde rederij was op het bovengenoemde tijdstip noodlijdend.

## Maritieme spionage
De rederij omvatte van oorsprong de exploitatie van twee vissersschepen, de IJM 86, 'Rijnstroom' en de IJM 91, 'Amstelstroom'. Maar de IJM 91 was door de Engelse Marine na het uitbreken van de oorlog op de Noordzee geënterd en naar Engeland overgebracht terwijl de IJM 86 op datzelfde moment in desolate toestand lag aangemeerd in de vissershaven van IJmuiden Desondanks werd de rederij na de capitulatie van Nederland stilaan betrokken bij spionageactiviteiten op de Noordzee van de zijde van de Duitse Abwehr. Een en ander had direct te maken met het NSB-lidmaatschap van Leendert Parlevliet Nz. (Katwijk, 28 nov. 1890 - Appingedam, 14 juni 1945). Daarnaast bestond al voor de Tweede Wereldoorlog een min of meer goede vriendschap tussen de reder Parlevliet en de Duitse makelaar in tabakken Friedrich Carl Heinrich Strauch. Deze opereerde al vóór de oorlog ondergronds in Nederland voor de Duitse Abwehr. Hij maakte echter vanaf mei 1940 als marineofficier deel uit van de Marineaussenstelle Overveen (M.A.O.), een afdeling van het Referat I Marine der Abwehrstelle Niederlande. 

## Dienstbaar aan deAbwehr
Naast de Rederij L. Parlevliet Nz. was voor de bedoelde maritieme Abwehr-activiteiten in Nederland de Rederij Schipper & Van den Oever te IJmuiden geheel en de NV Vischhandel, Reederij en IJsfabriek Vrolijk te Scheveningen ten dele dienstbaar en inzetbaar. Wat daarom bij de rederij L. Parlevliet Nz. nog een hernieuwde exploitatie van schepen voor de Noordzeevisserij leek te zijn - of althans leek te gaan worden - werd in werkelijkheid een parate inzet van vissersschepen voor spionage op de Noordzee. Deze was geheel ten dienste van de Duitse inlichtingendienst, de Abwehr. Hierbij werden door de Kriegsmarine tot marconist opgeleide - en nadien bewapende - Nederlanders, aangeduid als V-Männer of vertrouwensmannen, op vissersschepen geplaatst voor het verrichten van speciale waarnemingen, bestemd voor - en doorgezonden naar de Abwehrstelle Niederlande te Hilversum. Als bijzonderheid dient te worden vermeld dat de V-Männer, zoals bij de zeevaart wél verplicht was, niet aan de monsterrollen van hun schepen waren toegevoegd. Bij een publicatie van de tijdingloosheid van een spionagelogger en haar bemanning bleef de V-Mann dan ook volledig onzichtbaar.

## Complexe financiering
Een in Den Haag gevestigde onderneming, de Hollandsche Crediet- en Agentuur Maatschappij (H.C.A.M.) was door de Abwehrmann Strauch aangetrokken en ingezet als dekmantel - maar tevens als geldschietster - voor de maritieme activiteiten van de Duitse Abwehr. Zo kreeg de rederij Parlevliet omstreeks november 1940 een geldbedrag toebedeeld door bemiddeling van Strauch, lees de H.C.A.M. Het bedrag dekte ten dele de kosten voor het opnieuw in de vaart brengen van de IJM 86 van Parlevliet. In april 1941 volgde ten behoeve van dit vissersschip nog een aanvullende storting van f. 4.000.-. Opmerkelijk hierbij was dat in privé een zekere A.M.J. van Huijstee, evenals Strauch een makelaar in tabakken - met Strauch bevriend alsook naast Strauch een der commissarissen van de H.C.A.M. - hiervoor tekende. Voordien was in april 1941 al een geldstorting van f. 3.500.- bij de rederij Parlevliet ontvangen. Het ging daarbij om het door Parlevliet aangekochte vissersschip IJM 111, 'Olympia'. De storting was afkomstig van de H.C.A.M. en bedoeld voor een deelname in het uitreden van de IJM 111. Merkwaardig was het in privé deelnemen aan de exploitatie van de IJM 111 door Simon Vrolijk, directeur van de gelijknamige rederij, vriend van Parlevliet en evenals de laatste een NSB'er. 
Ter aanvulling nog het volgende. Alles wat hier plaatsvond gebeurde op voordracht - en met goedkeuring - van de top van de Abwehr Aussenstelle te Berlijn. Ook de Hafenüberwachungsstelle te IJmuiden was geheel van de maritieme Noordzee-operaties van de Abwehr op de hoogte terwijl de Nederlandsche Visscherijcentrale, schijnbaar invloedrijk en de situatie kennend, toch machteloos toezag. De IJM 111 werd in de loop van 1942 gevorderd om als hulpschip te worden ingezet bij de Kriegsmarine. Resteerde nog in eigendom van Parlevliet de IJM 224, 'Klaus' terwijl twee schepen, de IJM 107 'Johanna' van de Rederij Mej. M. Hof te IJmuiden en de IJM 3 'Sursum Corda IV' van de Rederij Schipper & Van den Oever te IJmuiden door Parlevliet werden geëxploiteerd. De IJM 3 raakte in augustus 1941 tijdingloos. Dit overkwam eerder ook de houten logger KW 160  die in die jaren door de Katwijkse rederij N.Parlevliet Lz. was verhuurd aan de IJmuidense rederij L. Parlevliet Nz. Op 20 maart 1941 vertrok het schip met aan boord zeven bemanningsleden en een niet met naam bekende V-Mann. Na 27 maart 1941 raakte het schip tijdingloos.  

## Schippers vlucht
Bij de Rederij Schipper & Van den Oever vonden ontwikkelingen plaats die de activiteiten van de Abwehr bemoeilijkten. De reder/eigenaar Van den Oever was - als motordrijver uitgevaren aan boord van de IJM 3 - in augustus 1941 op zee tijdingloos geraakt. De reder/eigenaar Schipper week in maart 1942 om onduidelijke redenen uit naar Engeland. De nu stuurloze rederij raakte in de problemen aangezien vanaf toen de leiding ontbrak. De H.C.A.M., die voordien had geïnvesteerd in de twee nog actief vissende schepen van de Rederij Schipper & Van den Oever, droeg voorlopig de IJM 223 en de IJM 225 in beheer over aan de Rederij L. Parlevliet Nz. De activiteiten van de Abwehr bleven aldus intact daar de V-Männer op Schipper & Van den Oevers schepen standaard opereerden. Opzienbarend was de vlucht van de KW 110, een tot de rederij van Parlevliet behorend schip. Dit werd in augustus 1942 uitgereed voor de visserij op haring met de vleet. Samen met Strauch had de reder Parlevliet in aanwezigheid van zijn Duitsgezinde Scheveningse schipper Pieter Grootveld sr. de visgronden uitgezocht waar de KW 110 zou gaan vissen. Het zou zover niet komen: de bemanning gijzelde op zee schipper Grootveld alsmede de aan boord aanwezige - en bewapende - V-Mann Dijkstra. Vervolgens stak het vissersschip en zijn bemanning over naar Engeland.

## Vertrek van Strauch
Strauch, die als een octopus, waar ook maar van belang, zijn tentakels spreidde, was indertijd van hogerhand - naast bij Parlevliets rederij als Treuhänder - bij de Rederij v/h Frank Vrolijk geplaatst als Verwalter. Toen hij in juni 1943 door de Abwehr-leiding werd overgeplaatst naar het buitenland, werd Strauch bij de rederij Parlevliet als Treuhänder opgevolgd door zijn assistent, de Duitser W. Edzard. Deze, minder slagvaardig dan Strauch - en dit gevoegd bij de latere verplaatsing van de zeevisserij in de Noordzee naar visserij in de Waddenzee - veroorzaakte een afname van de maritieme Abwehr-activiteiten. Over de jaren 1944 en 1945 is weinig vastgelegd. Het is wel opmerkelijk dat een aanwezigheid van V-Männer aan boord van in Delfzijl havenende en in de Waddenzee opererende vissersschepen, bleef gehandhaafd. De SCH 65 en de IJM 263 die in 1945 nog in de Waddenzee visten zijn vrijwel zeker in maart 1945 hiervan de dupe geworden. Ze geraakten tijdingloos. Met stelligheid kan worden aangenomen dat de schepen vanuit de lucht zijn aangevallen en tot zinken gebracht daar de geallieerden de spionageschepen reeds lang herkenden. 

## Parlevliets dood
De reder L. Parlevliet overleed zeer kort na de bevrijding op 14 juni 1945 in Appingedam. De omstandigheden zijn onbekend; zijn overlijden riep vragen op. Dit gold met name voor zijn aanwezigheid in Appingedam terwijl hij in Bloemendaal woonde. Van de reder Simon Vrolijk is bekend dat hij tijdens de visserij in de Waddenzee wekelijks naar Groningen reisde vanwege zijn betrokkenheid bij zijn aldaar vissende schepen. Ze havenden evenals Parlevliets schepen in Delfzijl waar ook hun vangsten werden geveild. Dit verklaart mogelijk Parlevliets toenmalige aanwezigheid in Groningen waar hij na de bevrijding werd geïnterneerd maar niet de wijze waarop hij is overleden. De rederij werd uitgeschreven op 31 maart 1950.